# Sonagas
Sonagas (Sociedad Nacional de Gas de Guinea Ecuatorial) és l'empresa de gas natural nacional de Guinea Equatorial. Fou creada en 2005. Opera conjuntament amb GEPetrol, la principal empresa petroliera del país, i EG LNG, l'empresa nacional de gas natural liquat, per gestionar els recursos de combustible fòssil de la nació.
Els responsables de l'empresa són el director general Juan Antonio Ndong Ondo i el director general assistent Serapio Sima Ntutumu.

## Operacions
- La Planta de Metanol de Bioko és gestionada per Atlantic Methanol Production Company (AMPCO),[3]amb el suport de Marathon Oil, Samadan Oil i la mateixa Sonagas. La planta produeix 19.000 barrils (3.000 m³) de metanol al dia.
- La instal·lació Gas liquat del petroli Punta Europa també és gestionada per Marathon, Samadan i Sonagas, i produeix produeix 20.000 barrils (3.200 m³) de gas liquat del petroli al dia.
- La Planta de Gas Natural Liquat de Guinea Equatorial Guinea (EG LNG) començà la producció en 2007.[4]